# MPS 801

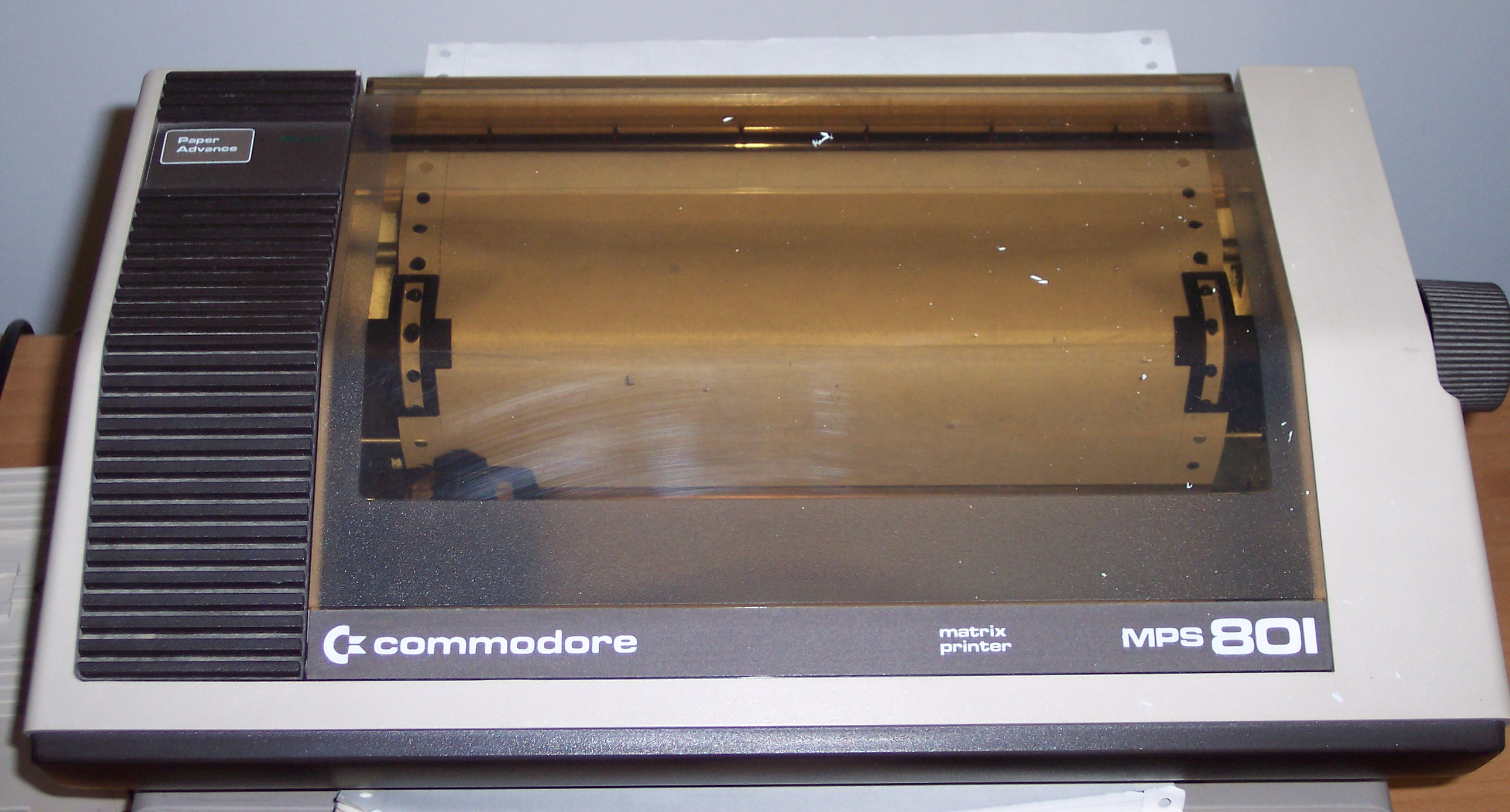
MPS 801

El MPS 801 es una impresora de matriz de puntos de siete agujas de Commodore de la serie MPS, que se lanzó en 1984. La impresora utilizaba papel continuo e imprimía con una matriz de 7x6 a 10 caracteres por pulgada y 50 caracteres por segundo. Por tanto, el MPS 801 no podía mostrar las líneas descendentes de las letras. Sin embargo, con software adicional para la computadora respectiva, esta deficiencia podría remediarse, lo que hizo que los caracteres impresos fueran mucho más grandes. La impresora solo podía imprimir en forma unidireccional, en la que la unidad de impresión solo imprime cuando se mueve de izquierda a derecha y de derecha a izquierda sólo realiza un retorno de carro. Generaba un intenso ruido cuando imprimía, especialmente por el retorno del cabezal de impresión.
La impresora no fue fabricado por Commodore, sino por la empresa japonesa Seikosha (idéntica a la Seikosha GP 500 VC). Seikosha fabricó un dispositivo idéntico con una interfaz SIO para la empresa Atari, con el nombre Atari 1029. Para la impresión se utilizó el sistema Unihammer de Seikosha. La interfaz de conexión era el bus IEC, una variante serial privativa del IEEE-488. La impresora tenía capacidad para gráficos, por lo que podía imprimir gráficos y texto. Además del conjunto completo de caracteres ASCII, también podía imprimir todos los caracteres gráficos de Commodore, la tipografía con barras y el texto en negativo. Había una perilla redonda en el lado derecho de la impresora para el avanzar el papel en forma manual, y un interruptor de membrana para alimentar en forma automática el papel.

## Datos técnicos
Las principales características son:
- Método de impresión: impresión matricial (proceso Unihammer)
- Matriz de caracteres: matriz de puntos 6 × 7
- Tamaño del personaje: Altura: 2,82 mm
- Ancho: matriz de puntos 6 × 7
- Longitud de la línea: máx. 80 columnas
- Espaciado entre líneas: 6 líneas/pulgada en modo de caracteres, 9 líneas/pulgada en modo gráfico (1 pulgada = 2,54 cm)
- Velocidad de impresión: 50 caracteres/s
- Método de impresión: impresión unidireccional
- Transporte de papel: tractor de papel continuo
- Tipo de cinta: casete de dos partes con tintero reemplazable
- Ancho del papel: 115 a 254 mm
- Copias/copias carbón: original + 2 copias carbón
- Gráficos: punto direccionable, 7 puntos verticales / columna, 480 puntos horizontales
- CPU: microcontrolador 8039 de 8 bits, 128 bytes de RAM, 10 MHz
- ROM de 4 KB (EPROM 2732)
- Consumo de energía: 8 W inactivo, 25 W trabajando
- Peso: aprox. 4,8 kg
- Precio: aprox. 255 USD (año 1984)

## Curiosidades
Algunos aficionados han utilizado un truco para optimizar la impresión unidireccional, acelerando el retorno de la impresora con una banda elástica estirada entre la pared de la carcasa y el cabezal de impresión, o simplemente inclinando la impresora.